# Галабор
Галабор (укр. Галабор, венг. Halábor) — село в Береговской городской общине Береговского района Закарпатской области Украины.
Население по переписи 2001 года составляло 752 человека. Почтовый индекс — 90254. Телефонный код — 03141. Занимает площадь 0,862 км². Код КОАТУУ — 2120482201.

## История
В 1991 г. селу возвращено историческое название.